# Einsteinconnection

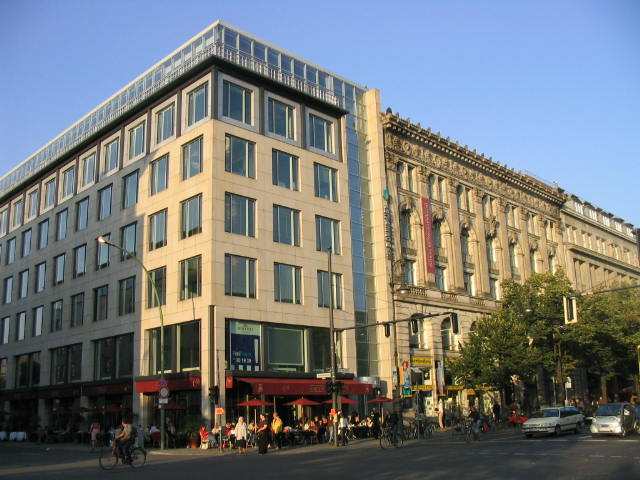
Café Einstein, Gründungsort der Einstein-Connection

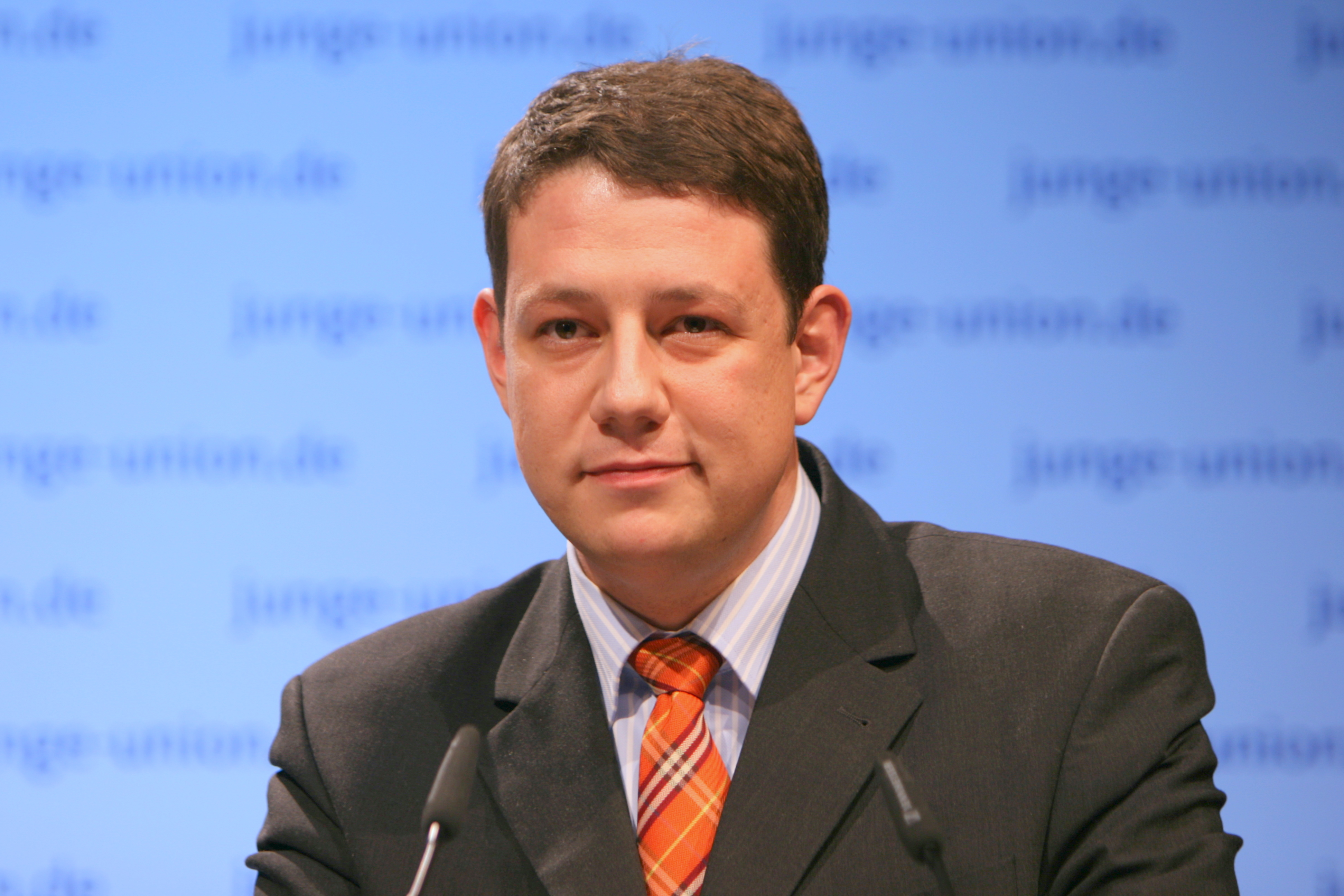
Philipp Mißfelder (2008)

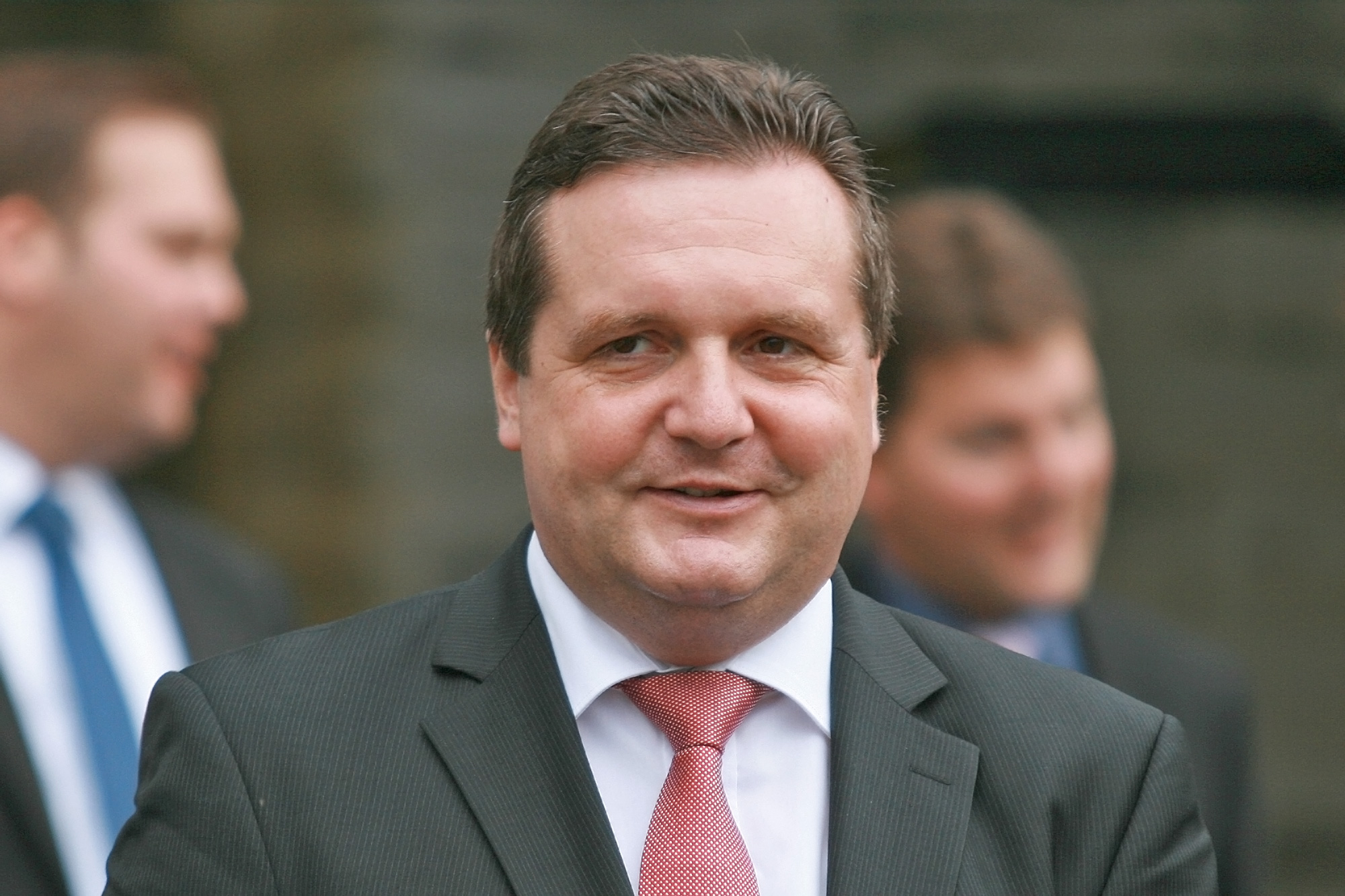
Stefan Mappus (2010)

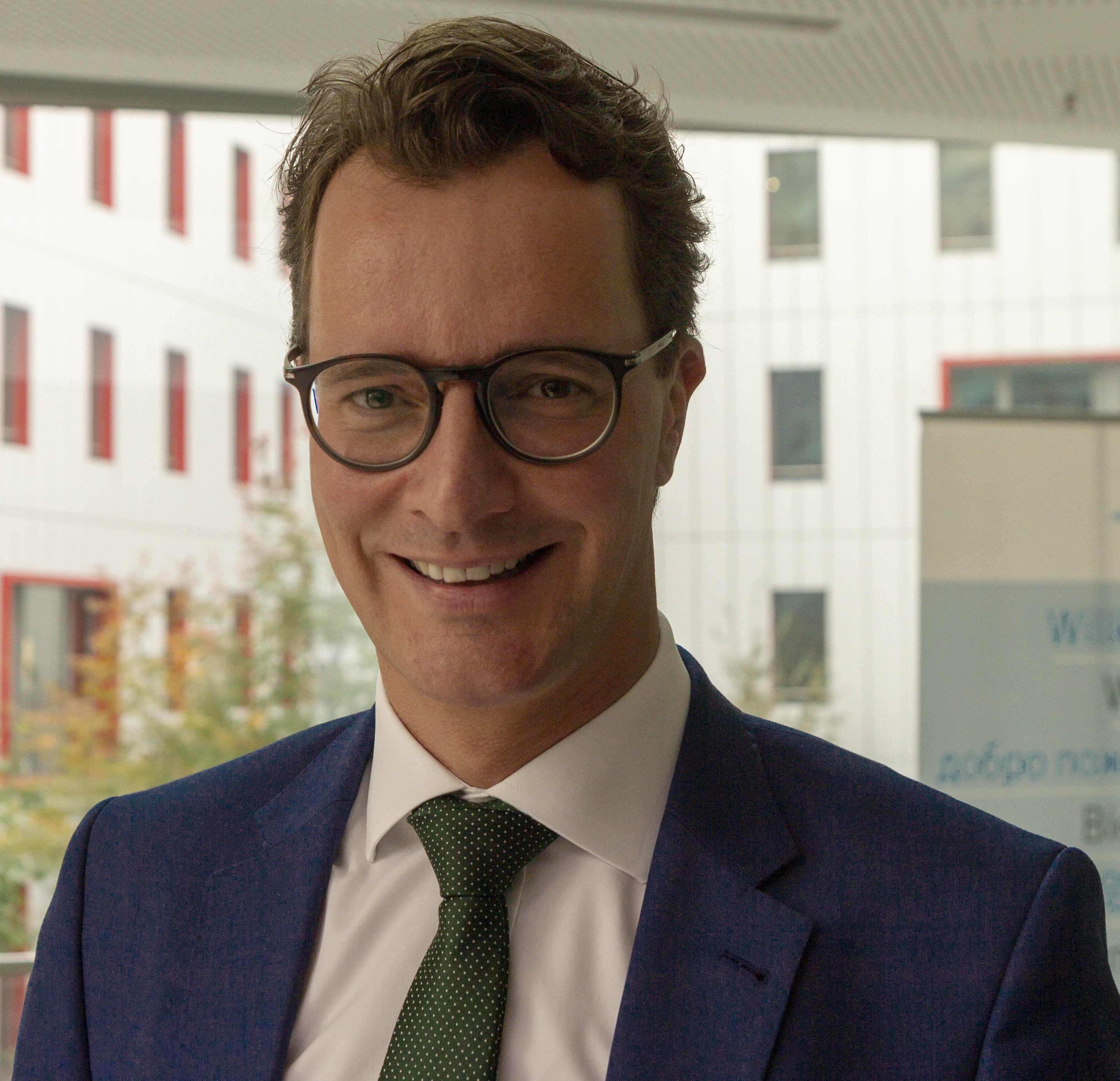
Hendrik Wüst (2019)

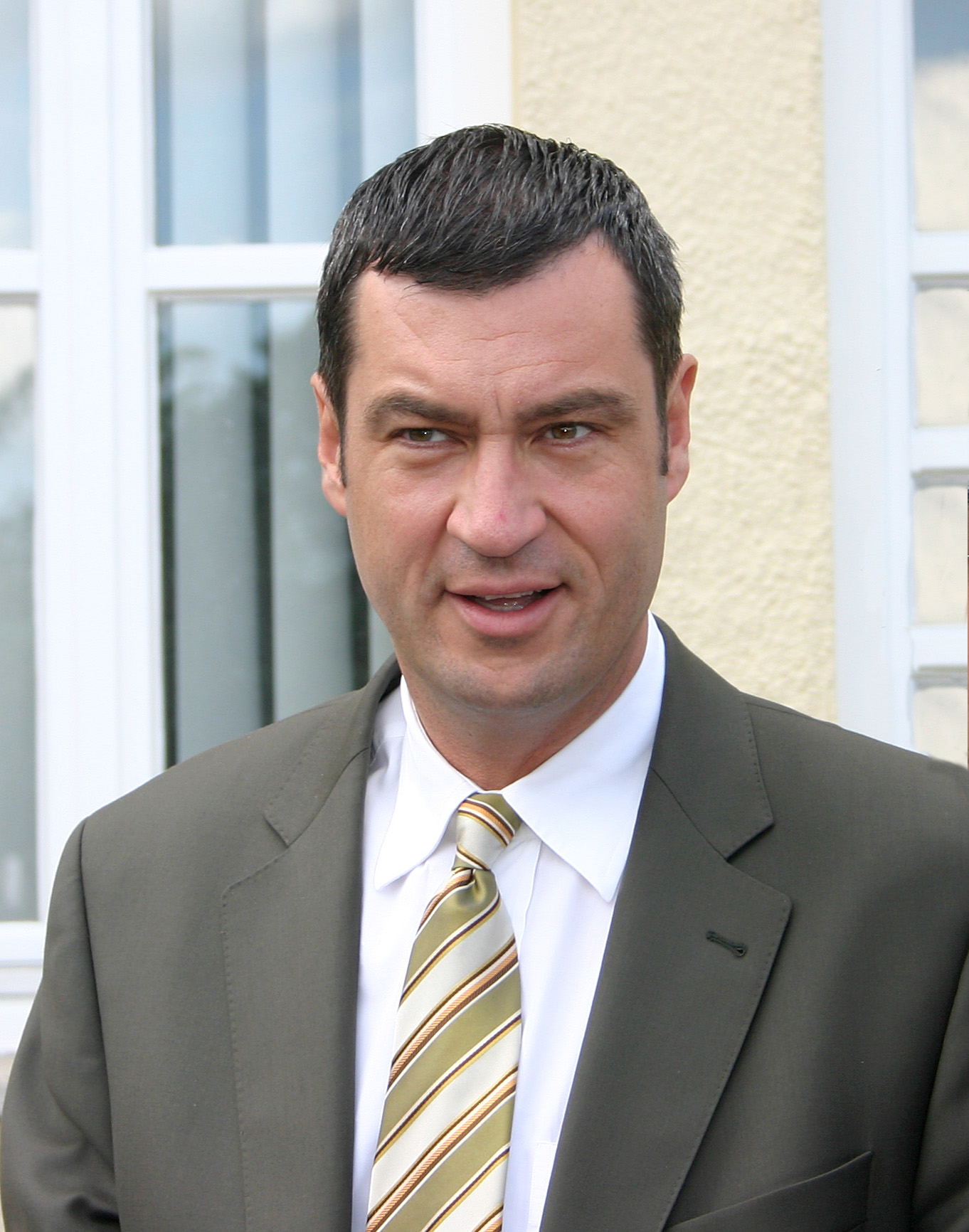
Markus Söder (2007)

Die Einstein-Connection, auch Einstein-Kreis oder Einstein-Pakt, bezeichnet einen Bund innerhalb der CDU/CSU zur Durchsetzung konservativer Ziele. Er wurde 2007 von vier Politikern gegründet: Philipp Mißfelder (damals MdB und Vorsitzender der Jungen Union), Stefan Mappus (damals Vorsitzender der CDU-Landtagsfraktion und stellvertretender Vorsitzender der CDU Baden-Württemberg), Hendrik Wüst (damals Generalsekretär der CDU Nordrhein-Westfalen) und Markus Söder (damals Generalsekretär der CSU).

## Geschichte
Die Einstein-Connection wurde nach Vorbild des Andenpaktes gegründet, weil konservative Kräfte innerhalb der CDU ihre Interessen durch Kanzlerin Merkel nicht mehr ausreichend vertreten sahen. Am 11. Juli 2007 fanden informelle Gespräche im Café Einstein zur Koordinierung statt, wodurch die Gruppe ihren Namen erhielt. Während die Presse meist von der Einstein-Connection spricht, verwenden die Mitglieder die Selbstbezeichnung Einstein-Kreis, in Anlehnung an den Andenpakt wurde innerparteilich auch vom Einsteinpakt gesprochen. Eine informelle, von Markus Söder geprägte Bezeichnung lautet „schwarze Jedi-Ritter“.

## Positionen
Bei den Treffen verfassten die Mitglieder das Papier Moderner bürgerlicher Konservatismus; darin beanstandeten das zunehmende Fehlen traditioneller Werte und konservativer Vorstellungen in der CDU und der Politik Angela Merkels.
Sie veröffentlichten das Papier am 5. September 2007 in der Frankfurter Allgemeinen Zeitung und auf ihren Internetseiten.
Zentrale Punkte waren:
- „Deutsche Tugenden wie Ehrlichkeit, Verlässlichkeit, Fairness, Fleiß, Disziplin, Treue, Respekt und Anstand“ müssten wieder gestärkt werden und die Ablehnung dieser Werte und Institutionen wie der Kirche und der Familie durch die 68er überwunden werden.
- „Die Bewahrung der Schöpfung“ soll neben der sozialen Marktwirtschaft zum Hauptziel der Partei werden. Klimaschutz soll durch Atomkraft, verstärkte Forschung in regenerative Energien und Wasserstoffantrieb garantiert werden.
- Angestellte und Arbeiter sollen durch Beteiligung an den Unternehmen gestärkt werden.
- Einwanderung soll begrenzt und Immigranten stärker zur Integration und dem Bekenntnis zu dem Grundgesetz und der „deutschen Leitkultur“ verpflichtet werden. Eine Mitgliedschaft der Türkei in der Europäischen Union wird abgelehnt.
- Ein „starker Staat“ soll die Bürger schützen und Verbrechen sollten härter bestraft werden. Onlinedurchsuchungen und Videoüberwachungen sollen verstärkt und Bundeswehreinsätze im Inneren ermöglicht werden.
- Familien sollen gestärkt werden. Unter anderem schlug die Einstein-Connection dazu auch Prämien für Elternteile vor, die sich entschließen zuhause für die Familie zu sorgen.

Die Positionen zu der Familienpolitik waren intern lange umstritten. Während Mappus und Söder von der Leyens Familien- und Krippenpolitik kritisierten, stellte sich Mißfelder demonstrativ hinter die damalige Familienministerin. Direkte Kritik wurde daher nicht geübt.

## Nach Veröffentlichung des Papiers
Nach dem mäßigen Abschneiden der CDU bei der Bundestagswahl 2009 erklärte Mißfelder, der Einstein-Kreis wolle ein weiteres Thesenpapier veröffentlichen und stärker für einen konservativen Politikwechsel kämpfen. Ein solches Papier erschien bis heute aber nicht.
Die schwarz-gelbe Regierung Merkel II beschloss im Herbst 2010 eine Laufzeitverlängerung deutscher Kernkraftwerke. Dies hatte die Union in ihrem Wahlkampf zuvor angekündigt.
Am 14. März 2011 – wenige Tage nach dem Beginn der Nuklearkatastrophe von Fukushima und wenige Wochen vor drei Landtagswahlen (in Baden-Württemberg, in Rheinland-Pfalz und in Sachsen-Anhalt) – beschloss die Regierung Merkel einen weiteren deutlichen Wechsel ihrer Atom- bzw. Energiepolitik: Zunächst verkündete sie ein dreimonatiges Atom-Moratorium für die sieben ältesten deutschen Atomkraftwerke sowie für das aufgrund vieler Pannen umstrittene Kernkraftwerk Krümmel; am 6. Juni 2011 beschloss sie das Aus für acht Kernkraftwerke und einen stufenweisen Atomausstieg bis spätestens Ende 2022.
Mappus wurde im Februar 2010 zum Ministerpräsidenten von Baden-Württemberg gewählt. Bei der Landtagswahl in Baden-Württemberg 2011 rutschte die CDU von 44,2 auf 39,0 Prozent und die FDP von 10,7 auf 5,3 Prozent; Mappus konnte seine schwarz-gelbe Koalitionsregierung nicht fortsetzen. Mappus stellte, auch wegen der EnBW-Affäre, sämtliche politischen Aktivitäten ein.
Söder wurde im Oktober 2007 erstmals Minister in der Bayerischen Staatsregierung (Kabinett Beckstein) und wurde anschließend Minister in den Kabinetten Seehofer I und II. Seit 2018 ist er Ministerpräsident des Freistaats Bayern.
Wüst wurde im Juni 2017 Minister für Verkehr des Landes Nordrhein-Westfalen im Kabinett Laschet. Seit Oktober 2021 ist er Ministerpräsident von Nordrhein-Westfalen.
Mißfelder starb im Juli 2015 plötzlich an einer Lungenembolie.

## Mitglieder
Es ist nicht bekannt, ob der Einstein-Kreis neben den vier Gründungsmitgliedern noch weitere Politiker umfasst. 2008 rückte Mißfelder den späteren niedersächsischen Ministerpräsidenten David McAllister in die Nähe des Kreises und erklärte, dass McAllister im Geiste ebenfalls Mitglied sei. Dieser erklärte hingegen, dem Kreis nicht anzugehören: „Mit Flügelbildung habe ich es nicht so […] Ich bin ein Freund innerparteilicher Geschlossenheit.“ Auch der rheinland-pfälzische Oppositionsführer Christian Baldauf wurde zu dem Kreis gezählt, dementierte aber trotz Sympathien für die Positionen eine Mitgliedschaft.

## Kritik
Ronald Pofalla bemerkte gegenüber Kanzlerin Merkel, dass die medienwirksamen Forderungen des Einstein-Kreises es schwieriger machen würden, der CDU ein modernes Grundsatzprogramm zu geben. Er fürchtete darüber hinaus, dass die Gruppe die konservative Fraktion der Partei einen könnte. Kanzlerin Merkel selbst hatte vorher mehrfach verlangt, dass ihr das Thesenpapier vor der Veröffentlichung vorgelegt werden sollte, was nicht geschah. Der damalige CDU-Generalsekretär Hermann Gröhe mahnte an, „neue Pfade auch gemeinsam zu gehen“, was als offene Kritik an der konservativen Schrift gewertet wurde.
Der Spiegel bemängelte, dass die Gruppe zwar vermehrt konservative Politik und Werte einfordert, selbst aber keine genaue Definition des Konservatismus liefert. So sei trotz des Positionspapieres die genaue Richtung unklar.
2010 kritisierte die Frankfurter Allgemeine Zeitung, dass der Einstein-Kreis zu wenig durchsetzungsstark sei. Wie auch anderen konservativen Gruppen innerhalb der CDU sei es den Mitgliedern des Kreises nicht gelungen, die Politik der Bundesregierung zu gestalten und dem konservativen Flügel der Partei mehr Gehör zu verschaffen. Zu unterschiedlich seien die Vorstellungen und Ziele der Mitglieder.